# Park Narodowy Anshi
Park Narodowy Anshi − park narodowy położony w zachodnich Indiach, na obszarze pasma górskiego Ghaty Zachodnie, o powierzchni 340 km².

## Fauna
Park charakteryzuje się dużym bogactwem świata fauny. Żyje tu ok. 200 rzadkich gatunków ptaków, m.in.: kania bramińska, kraskówka afrykańska, wężojad czubaty, dzioborożec wielki, dzioborożec orientalny, gębal cejloński, treron złotoszyi, bilbil czarnoczuby oraz ostrolot palmowy.
Poza tym, w parku występują liczne ssaki. Są wśród nich słonie, tygrysy oraz lamparty, a także: gaury, Wargacze, dziki, makaki indyjskie, hulmany zwyczajne, sambary indyjskie, jelenie aksis, cyjony, szakale, chausy, koty bengalskie, mangusty indyjskie, polatuchy, jeżozwierze, wiwery malabarskie oraz pangoliny.
Wśród gadów żyjących w PN Anshi znajdziemy: kobrę królewską, kobrę indyjską, daboję łańcuszkową, niemrawca indyjskiego, pytona tygrysiego, trwożnicę bambusową.

## Flora
Na obszarze parku rośnie bujny las deszczowy, charakteryzujący się dużą różnorodnością biologiczną. Rosną tutaj m.in.: cynamonowiec cejloński, bambus, bauhinia, eukaliptus, lantana oraz teczyna wyniosła.